# Józef Stróżyk
Józef Stróżyk (ur. 1 września 1890 w Drzeczkowie, zm. 21 września 1957 w Bydgoszczy) – żołnierz armii niemieckiej, Armii Wielkopolskiej, oficer Wojska Polskiego w II Rzeczypospolitej, kawaler Orderu Virtuti Militari.

## Życiorys
Urodził się w rodzinie Franciszka i Marii z Rzeźnik. Absolwent szkoły kupieckiej w Poznaniu. W 1914 wcielony do armii niemieckiej i w jej szeregach walczył na frontach I wojny światowej.
W marcu 1919 wstąpił do Wojsk Wielkopolskich i otrzymał przydział do 1 pułku Strzelców Wielkopolskich. Mianowany podporucznikiem, przejął dowodzenie plutonem telegraficznym. W czerwcu objął dowództwo 8. kompanii strzeleckiej, a w lipcu powrócił na stanowisko dowódcy plutonu telefonistów. Walczył w wojnie polsko-ukraińskiej, a później w wojnie polsko-bolszewickiej. Pod Szaciłkami wyprowadził z okrążenia 8. kompanię, a podczas ofensywy na Mińsk pod silnym ogniem npla nawiązał łączność między pułkiem a 14 Wielkopolską Dywizją Piechoty rozbijając silne patrole bolszewickie i biorąc 20 jeńców. Za bohaterstwo w walce odznaczony został Krzyżem Srebrnym Orderu Virtuti Militari.
Po wojnie pozostał w służbie wojskowej w 55 pułku piechoty. W 1921 mianowany porucznikiem i wyznaczony na stanowisko dowódcy kompanii broni specjalnych. W 1922 jako oficer rezerwy został przydzielony do 55 pp. 8 stycznia 1924 został zatwierdzony w stopniu porucznika ze starszeństwem z 1 czerwca 1919 i 810. lokatą w korpusie oficerów rezerwy piechoty.
Początkowo pracował jako kupiec, a później wstąpił do Straży Celnej. W 1928 zwolniony, podjął pracę w Towarzystwie Naftowym „Limanowa“ w Poznaniu. W 1931 wybrany wójtem we Włoszakowicach. W 1934, jako oficer rezerwy pozostawał w ewidencji Powiatowej Komendy Uzupełnień Kościan. Posiadał przydział do Oficerskiej Kadry Okręgowej Nr VII. Był wówczas w grupie oficerów „powyżej 40 roku życia”. 21 marca 1936 Komitet Krzyża i Medalu Niepodległości odrzucił wniosek o nadanie mu tego odznaczenia. Mieszkał wówczas w Lesznie przy ul. Kościańskiej 50.
Zmobilizowany w 1939, walczył w kampanii wrześniowej. W czasie walk został ciężko ranny podczas obrony Warszawy. Został uratowany przez jego córkę Bolesławę, która w szpitalu ujazdowskim uratowała swoje ciężko rannego Ojca spod gruzów zbombardowanego szpitala. Ojciec dzięki jej staraniom przeżył okupację oraz uniknął niewoli niemieckiej. Do końca wojny przebywał w Generalnym Gubernatorstwie na terenie Małopolski, pod zmienionym nazwiskiem.
Po wojnie od 1946 do 1957 roku był urzędnikiem PSS "Społem" w Bydgoszczy.
Zmarł w 21 września 1957 roku, w Bydgoszczy i tam został pochowany.

## Ordery i odznaczenia
- Krzyż Srebrny Orderu Virtuti Militari nr 1010 – 13 maja 1921[10][11]
- Krzyż Walecznych trzykrotnie[2]